# Панкарана
Панкара̀на (на италиански: Pancarana; на ломбардски: Pancaräna, Панкарена) е село и община в Северна Италия, провинция Павия, регион Ломбардия. Разположено е на 68 m надморска височина. Населението на общината е 318 души (към 2017 г.).